# 蒙雷若
蒙雷若（法語：Montréjeau，法語發音：[mɔ̃ʁeʒo]）是法国上加龙省的一个市镇，位于该省西南部，属于圣戈当区。

## 地理
蒙雷若（43°5'5"N, 0°34'8"E）面积8.21 平方千米，位于法国奧克西塔尼大區上加龙省，该省份为法国西南部内陆省份，西南端与西班牙接壤，自此顺时针与上比利牛斯省、热尔省、塔恩-加龙省、塔恩省、奥德省和阿列日省接壤。
与蒙雷若接壤的市镇（或旧市镇、城区）包括：莱图雷耶、内斯特河畔马泽尔、欧松、屈居龙、古尔当-波利尼昂。

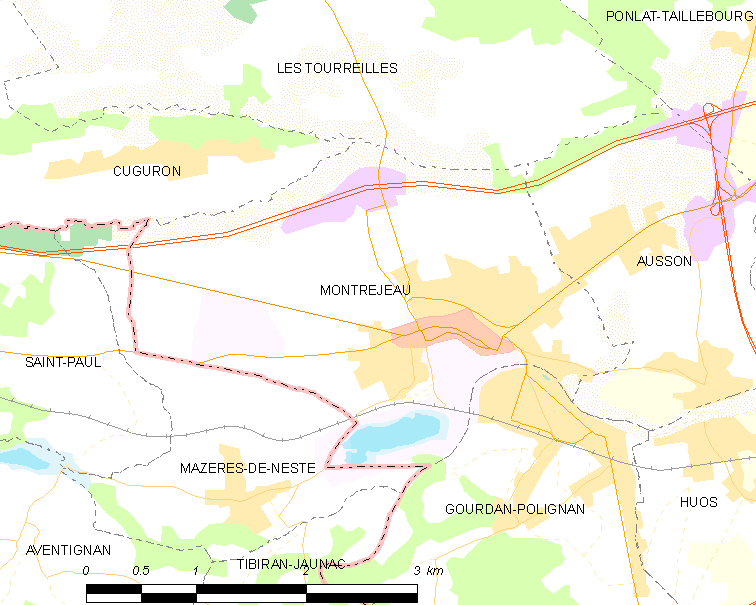
蒙雷若的OSM定位图

蒙雷若的时区为UTC+01:00、UTC+02:00（夏令时）。

## 行政
蒙雷若的邮政编码为31210，INSEE市镇编码为31390。

## 政治
蒙雷若所属的省级选区为圣戈当县。

## 人口

1962-2008年间蒙雷若人口变化图示

蒙雷若于2022年1月1日时的人口数量为2676人。